# Artium liberalium magister
Artium liberalium magister (latin) eller Artium magister, egentligen "lärare i de fria konsterna"; person, som tagit filosofiska graden vid ett universitet. På engelska kallas det Master of Arts in Liberal Studies.